# Absence (Dälek)
Absence è il terzo album del gruppo hip hop statunitense Dälek, pubblicato nel 2004 dalla Southern Records per il mercato del Regno Unito. Esce l'anno dopo in Stati Uniti, Europa e Giappone, distribuito da Ipecac e Daymare Recordings.
| Recensione | Giudizio |
| ---------- | -------- |
| AllMusic   | [ 1 ]    |

## Tracce
Testi e musiche di MC Dälek, Oktopus, Joshua Booth.
1. Distorted Prose – 6:00
2. Asylum (Permanent Underclass) – 5:48
3. Culture for Dollars – 6:43
4. Absence – 1:31
5. A Beast Caged – 6:41
6. Köner – 3:56
7. In Midst of Struggle – 7:43
8. Eyes to Form Shadows – 6:30
9. Ever Somber – 4:49
10. Opiate the Masses – 7:24